# Богданович В'ячеслав Васильович
В'ячеслав Васильович Богданович (біл. Вячаслаў Васілевіч Багдановіч; псевдоніми: Васілевіч, Віцяблянін, Вячаслаў Сьвятагор; 1878, Дісна, Дісненський повіт, Віленська губернія, Російська імперія — після 30 вересня 1939, Вілейка, Білорусь) — білоруський релігійний та громадсько-політичний діяч, православний білоруський богослов Християнського руху в Західній Білорусі, викладач, сенатор польського парламенту 1922 та 1928 років.

## Життєпис
Народився в родині православного священника Василя Богдановича. Брат педагогів Анатоля та Геннадя Богдановичів. 
Закінчив Вітебську духовну семінарію. У 1903 Закінчив Київську богословську академію, отримавши науковий ступінь доктора богослов'я. З 6 листопада 1903 — викладач біблійної та церковної історії у Вітебській духовній семінарії. З 18 травня 1907 працював у Мінську на посаді інспектора місцевої православної семінарії. З осені того ж року — інспектор Віленської духовної семінарії. З 1911 по 1913 рік — хранитель литовського єпархіального сховища старовинних цінностей. Делегат церковного собору в Москві в 1917–1918 роках.
Учасник Першого білоруського конгресу, що проходив у Москві з 24 по 27 вересня 1917 року. На початку 1920-х виконував обов'язки ректора духовної семінарії. Секретар Литовської єпархіальної ради в 1921 році. Головний редактор Литовського єпархіального вісника з 1919 по 20 жовтня 1922 року, коли постановою Вільнюської духовної консисторії видання було закрите.
У жовтні 1922 року польською владою заарештований разом з архієпископом Литовським та Вільнюським Елеферієм Богоявленським та доставлена до Кракова. Митрополит Діонісій був відлучений від Польської автокефальної церкви.
З вересня 1921 року — член Білоруського шкільного товариства. Лектор Закону Божого у Віленській білоруській гімназії. У 1922  рокуБлоком національних меншин обраний до Сенату Польської Республіки. Член Білоруського посольського клубу. З 1920 по 1930 — член Білоруського національного комітету (БНК) у Вільнюсі, до 28 липня 1933 року. Був головою Церковно-православної комісії при БНК.
Виступав проти автокефалії православної церкви в Польщі. Член Духовної православної консисторії та Єпархіального собору. Викладав у жіночій єпархіальній школі та Вільнюській російській гімназії. У 1927–1930 роках — голова громадсько-релігійної організації «Православний Білоруський демократичний союз» у Вільнюсі. Один із головних видавців та авторів журналу «Православна Білорусь», що виходив у Вільнюсі у 1927–1928 роках.
У 1927 році, під час виступу в сенаті, Богданович запитав: 

«Хто відкинув людей від церков, зачиняючи їх цілими сотнями, хто забороняв при церквах навчати наших дітей основам віри та церковного співу, хто вивозив з Польщі щирих, улюблених в народі архіпастирів та нашу церковну інтелігенцію, яка могла б мати християнський вплив на людей?»

Разом зі священником Лукашем Голодним Богданович організував у Вільнюсі єдину православну парафію у всій Польщі, яка підкорялася патріарху Тихону і служила паломникам у 1924–1936 роках, поки храм не був зачинений. До середини 1930-х підтримував зв'язок з Білоруською християнською демократією. Підтримував контакти з білоруськими католицькими діячами та громадою вільнюських маріавітів.
Автор музики до кількох романсів на слова А. Пшчолки. За словами Адольфа Климовича, у 1920-ті Богдановичу приписували авторство романсу «Зірка Венери» на слова Максима Богдановича.
У 1939 році заарештований польською поліцією як противник автокефалії. Переведений з Вільнюської в'язниці до Берези Картузької. Звільнений після 17 вересня 1939 року. Переїхав до Вільнюса. Заарештований під час окупації Вільнюса 30 вересня 1939 року Червоною армією. За іншими даними, заарештований 17 жовтня 1939 року. Вивезений з Вільнюса 23 жовтня 1939 року. Подальша доля невідома. За даними прокуратури СССР, серед засуджених не значиться. За приватними свідченнями, розстріляний органами НКВС у Вілейській в'язниці незабаром після арешту.
У Богдановича був син — білоруський військовий діяч, доктор Гліб Богданович.